# Pfeifer
Pfeifer je priimek v Sloveniji in tujini. Po podatkih Statističnega urada Republike Slovenije je na dan 1. januarja 2010 v Sloveniji uporabljalo ta priimek 317 oseb.

## Znani slovenski nosilci priimka
- Dejan Pfeifer, oblikovalec lesa
- Filip Matej Pfeifer, veslač
- Gotfrid Pfeifer (1707—1780), filozof in teolog
- Henrik Pfeifer (1864—1932), stenograf in šahist
- Josip Pfeifer (1835—1906), upravni uradnik in zgodovinar
- Jože Pfeifer (1919—1991), zdravnik in zgodovinar
- Jurij Pfeifer (1955—2020), slikar, oblikovalec, ilustrator, pisatelj
- Leon Pfeifer (1907—1986), violinist in glasbeni pedagog
- Lidija Pfeifer (*1945), pianistka
- Marija Pfeifer, zdravnica
- Marjan Pfeifer (1910—1992), fotograf
- Maša Pfeifer (*1987), literarna kritičarka, ustanoviteljica "Stripokritike"
- Saša Pfeifer (1891—1951), gledališki igralec in režiser
- Vida Pfeifer Sajko (*1943), slikarka
- Viljem Pfeifer (1842—1917), politik
- Vilko Pfeifer, vladni komisar
- Vincenc Pfeifer (1934—2016), planinec, gorski vodnik, ljubiteljski slikar, pesnik, pisatelj, zborovski pevec
- Vladimir Pfeifer (*1955), zdravnik oftalmolog

## Znani tuji nosilci priimka
- Anton Pfeifer (*1937), nemški politik
- Michelle Pfeifer (*1958), ameriška igralka in filmska producentka
- Silvia Pfeifer (*1958), brazilska igralka in manekenka
- Wolfgang Pfeifer (*1935), nemški nogometaš